# International Harvester Scout
De International Harvester Scout is een terreinwagen die van 1961 tot 1980 door de Amerikaanse constructeur International Harvester geproduceerd werd. De Scout was een voorloper van de moderne SUV's en werd in de markt gezet als concurrent van de Jeep. De Scout was beschikbaar als tweedeurs pick-up met een verwijderbare hardtop. Een versie met softtop of met een dak over de volledige lengte was ook verkrijgbaar.

## Geschiedenis
International Harvester begon in 1907 met het bouwen van vrachtwagens en pick-ups. In 1953 voegde International de Travelall toe aan zijn gamma, een personenwagen op basis van een pick-up. Eind jaren vijftig begon International een concurrent te ontwerpen voor de tweedeurs Jeep CJ 4x4, die als de Scout 80 eind 1960 zijn debuut maakte.

## Eerste generatie (1960-1971)

### Scout 80 (1960-1965)

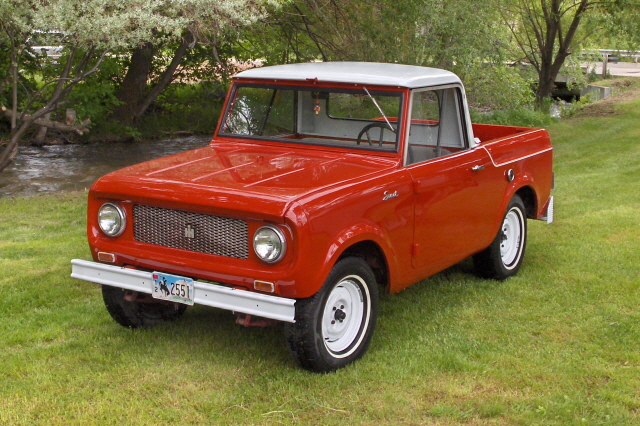
Scout 80 pick-up (1961)

De Scout 80 werd geproduceerd van 1960 tot 1965. Deze modellen waren herkenbaar aan hun neerklapbare voorruit met vacuüm ruitenwissers gemonteerd aan de bovenkant van de voorruit.  Vroege exemplaren tot 1962 hadden ook zijruiten die verschuifbaar en verwijderbaar waren.
De Scout 80 werd aangedreven door een 2,5L viercilinder benzinemotor met 93 pk (SAE gross).

### Scout 800 (1965-1971)

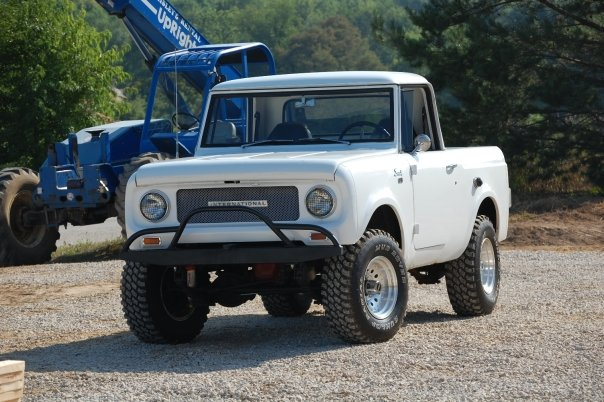
Scout 800 pick-up (1966)

In 1965 werd de Scout 80 opgevolgd door de Scout 800. Dit model bevatte veel verbeteringen op het gebied van comfort en ontwerp, waaronder een opgewaardeerd interieur met kuipzetels, een beter verwarmingssysteem, een opgefrist dashboard met betere instrumentatie en een optionele achterbank.
Extern waren de wijzigingen beperkt tot een nieuw aluminium radiatorrooster, andere deurgrepen en een licht gewijzigde achterklep. De vacuüm ruitenwissers werden verplaatst naar de onderkant van de vaste voorruit.
De basismotor was nog steeds de 2,5L viercilinder benzinemotor met 93 pk, waarvan ook een turboversie met 111 pk werd aangeboden. In 1966 werd deze turboversie aangevuld met een 3,2L viercilinder benzinemotor die met een lager verbruik hetzelfde vermogen leverde. In 1968 werd de turboversie stopgezet.
In 1968 kreeg de Scout 800 een eerste facelift. De Scout 800A kreeg bijkomende comfortopties en een verbeterde aandrijflijn met een zwaardere achteras en een stillere tussenbak. De motorisatie werd uitgebreid met een 3,8L zescilinder van AMC en een 4,4L V8-benzinemotor.
In augustus 1970 kreeg de wagen nog een tweede, beperkte facelift. De Scout 800B was afgezien van enkele kleine cosmetische details, zoals koplampen met een omlijsting in chroom in plaats van matzwart, identiek aan de Scout 800A. In maart 1971 werd de wagen opgevolgd door de Scout II.

## Tweede generatie (1971-1980)

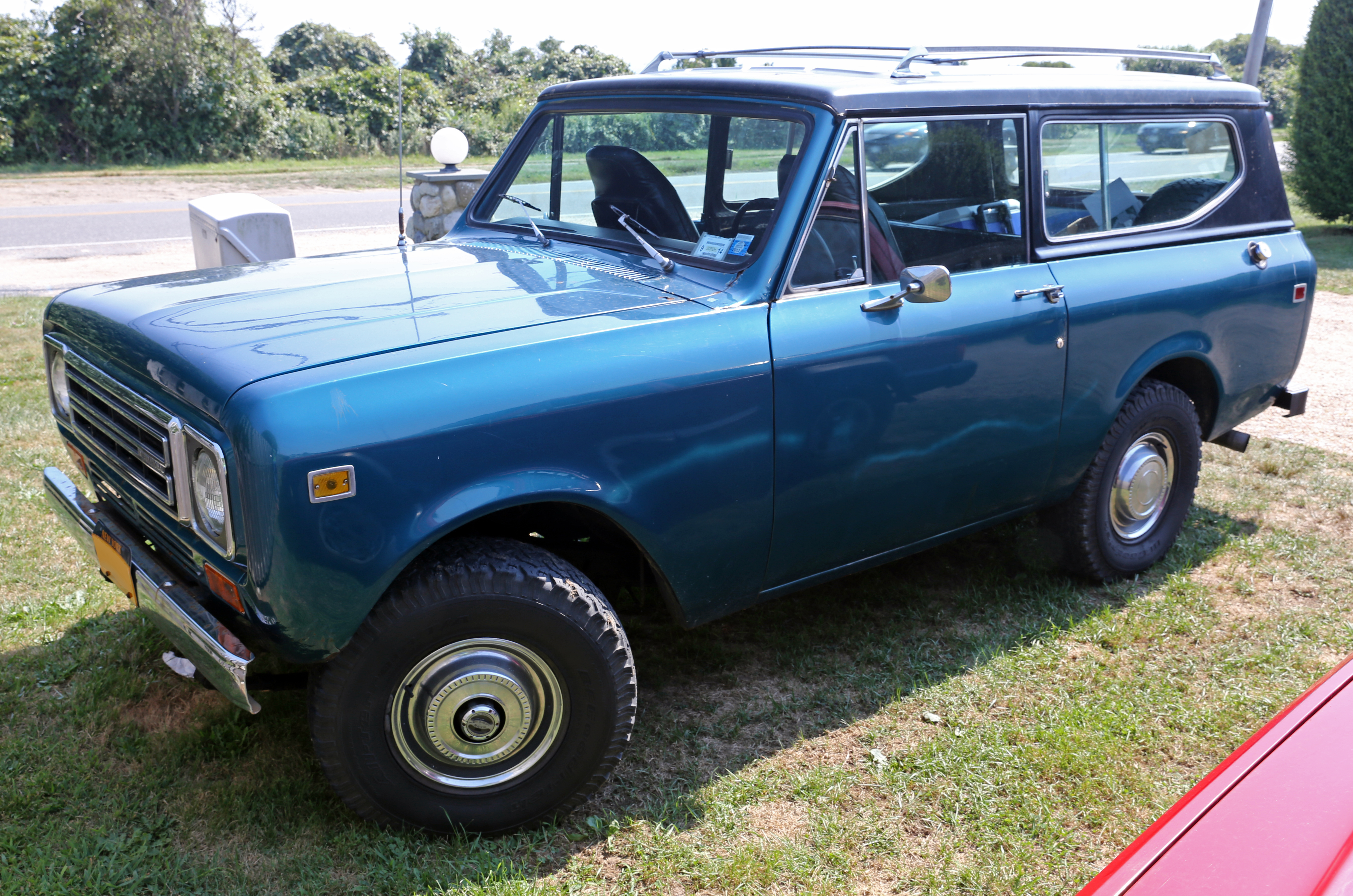
Scout II (1979)

De Scout II werd geproduceerd van 1971 tot 1980 en is het meest herkenbaar aan zijn radiatorrooster dat gedurende de productiejaren meermaals werd aangepast.
De Scout II kon besteld worden als "Softtop" met een stoffen kap, als "Traveltop" met een volledig metalen kap of als "Roadster" met een halve cabine. Die laatste variant werd zelden gekozen.
Vanaf eind 1974 werd de Scout II standaard geleverd met schijfremmen en rembekrachtiging. Er zijn weinig exemplaren verkocht met achterwielaandrijving, de meeste klanten kozen voor vierwielaandrijving.
De tweede generatie Scout was beschikbaar met de volgende benzinemotoren:
- een 2,5L viercilinder motor
- een 3,8L zescilinder motor van AMC (vroege productie)
- een 4,2L zescilinder motor van AMC (latere productie)
- een 5,0L V8-motor
- een 5,7L V8-motor

Omdat International in die tijd geen dieselmotoren produceerde die klein genoeg waren om in de Scout te gebruiken, koos International vanaf 1976 voor een 3,2L zescilinder dieselmotor van Nissan. Deze werd in 1980 vervangen door een turbo diesel versie, die slechts in een zeer klein aantal Scouts werd gebruikt.
Van 1976 tot 1980 werd de Scout II ook met een verlengde wielbasis gebouwd, goed voor 46 cm extra tussen de deuren en de achteras. Deze uitvoering was verkrijgbaar als Scout II Traveler (met een volledig metalen dak en een grote achterklep) en Scout II Terra (met een halve cabine en een laadklep).
De laatste Scout II rolde van de band op 21 oktober 1980.

## Monteverdi Safari

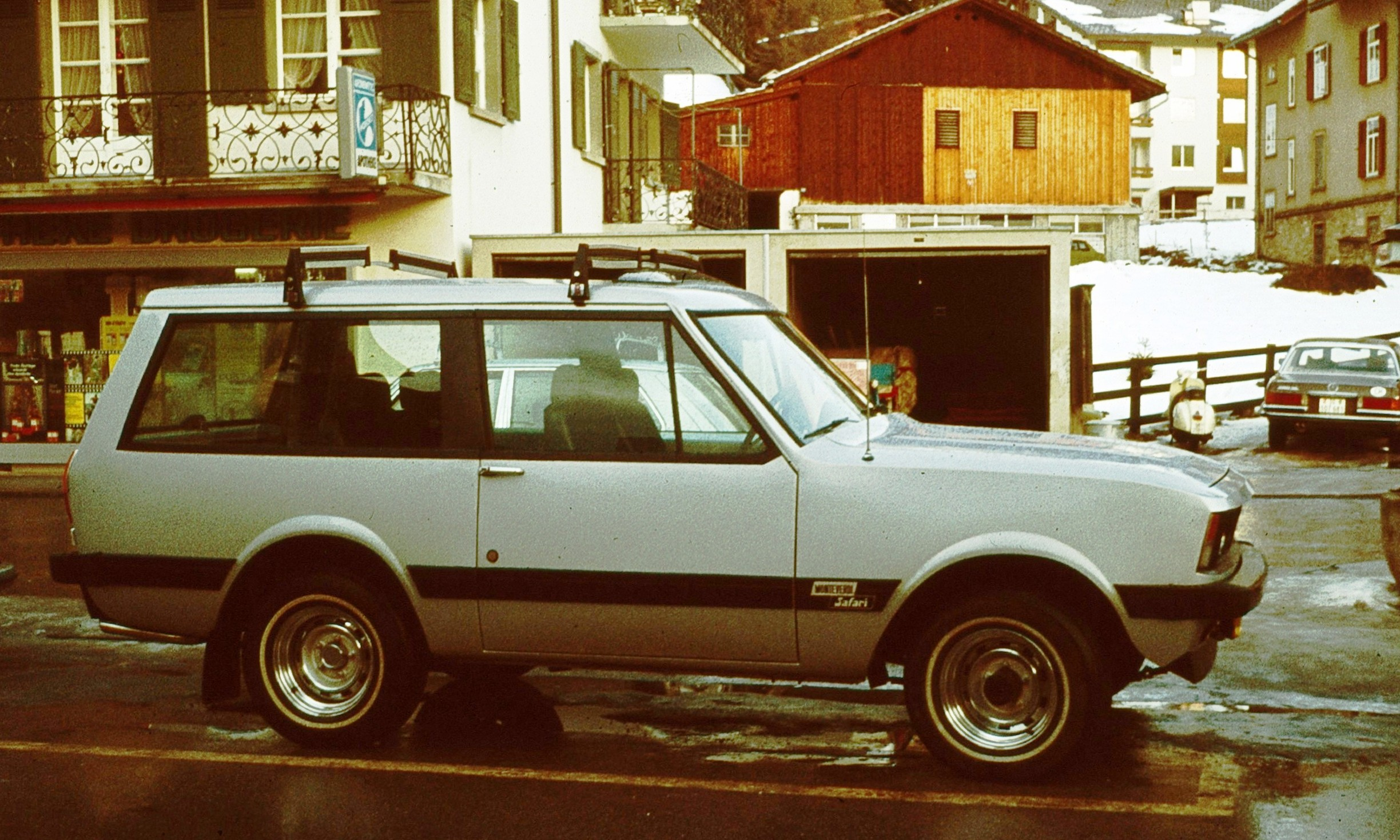
Monteverdi Safari (1978)

De Zwitserse autofabrikant Monteverdi, bekend van zijn luxe sportwagens, gebruikte de Scout II als basisplatform voor zijn goed uitgeruste luxe SUV's.
Eind jaren zeventig werden er twee modellen gemaakt: de Monteverdi Safari waarbij het interieur en het grootste deel van de carrosserie veranderd werden en de Monteverdi Sahara die de originele carrosserie van de Scout behield en waar de wijzigingen beperkt bleven tot een nieuwe neus en een opgewaardeerd interieur.
Beide waren verkrijgbaar met de 5,7L V8-motor van International Harvester of met een 5,2L (en later een 5,9L) V8-motor van Chrysler. De Safari werd ook aangeboden met een 7,2L Chrysler V8-motor, terwijl de goedkopere Sahara kon geleverd worden met de Nissan dieselmotor.

## Galerij

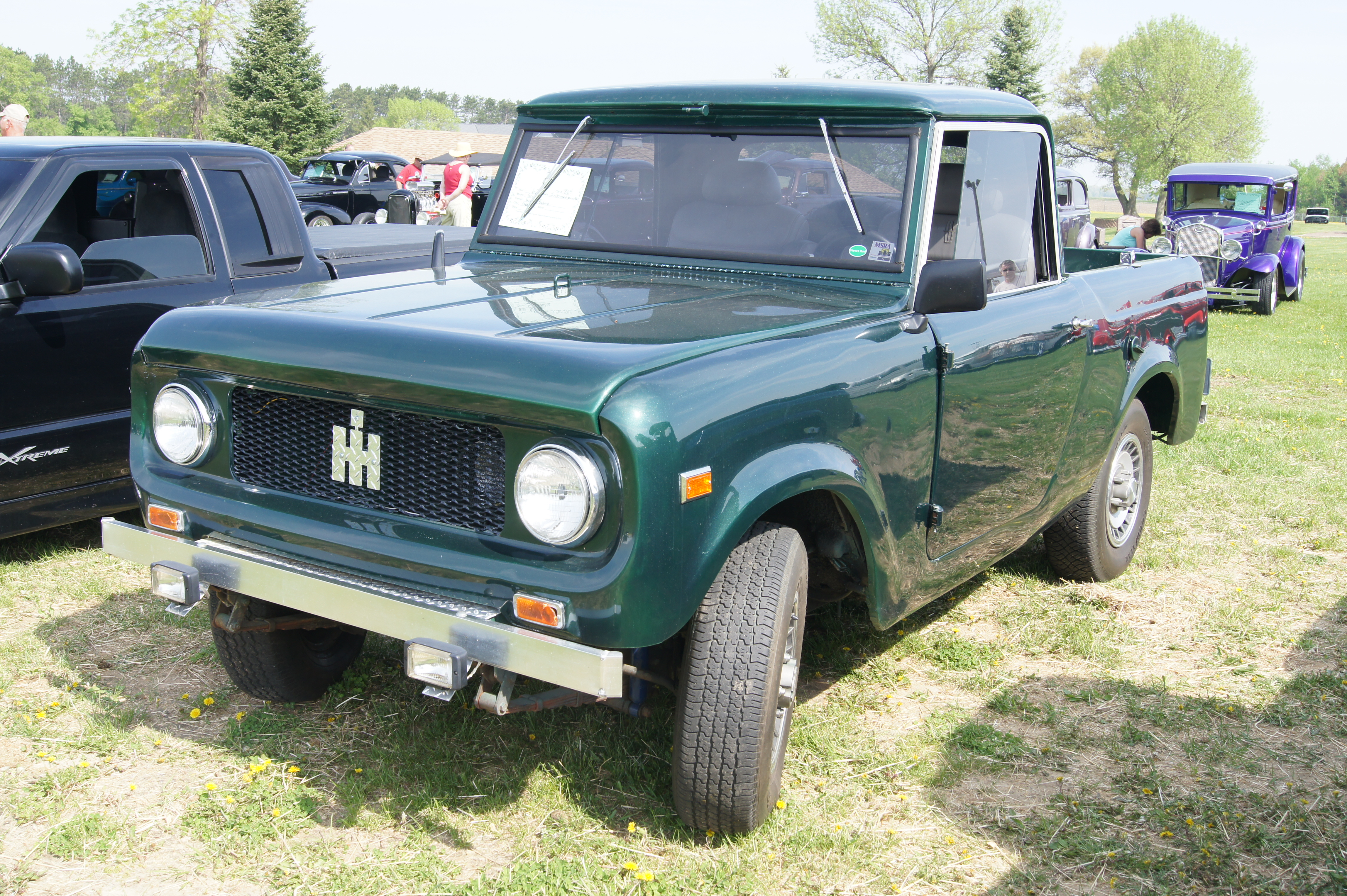
Scout 80 pick-up, vooraanzicht
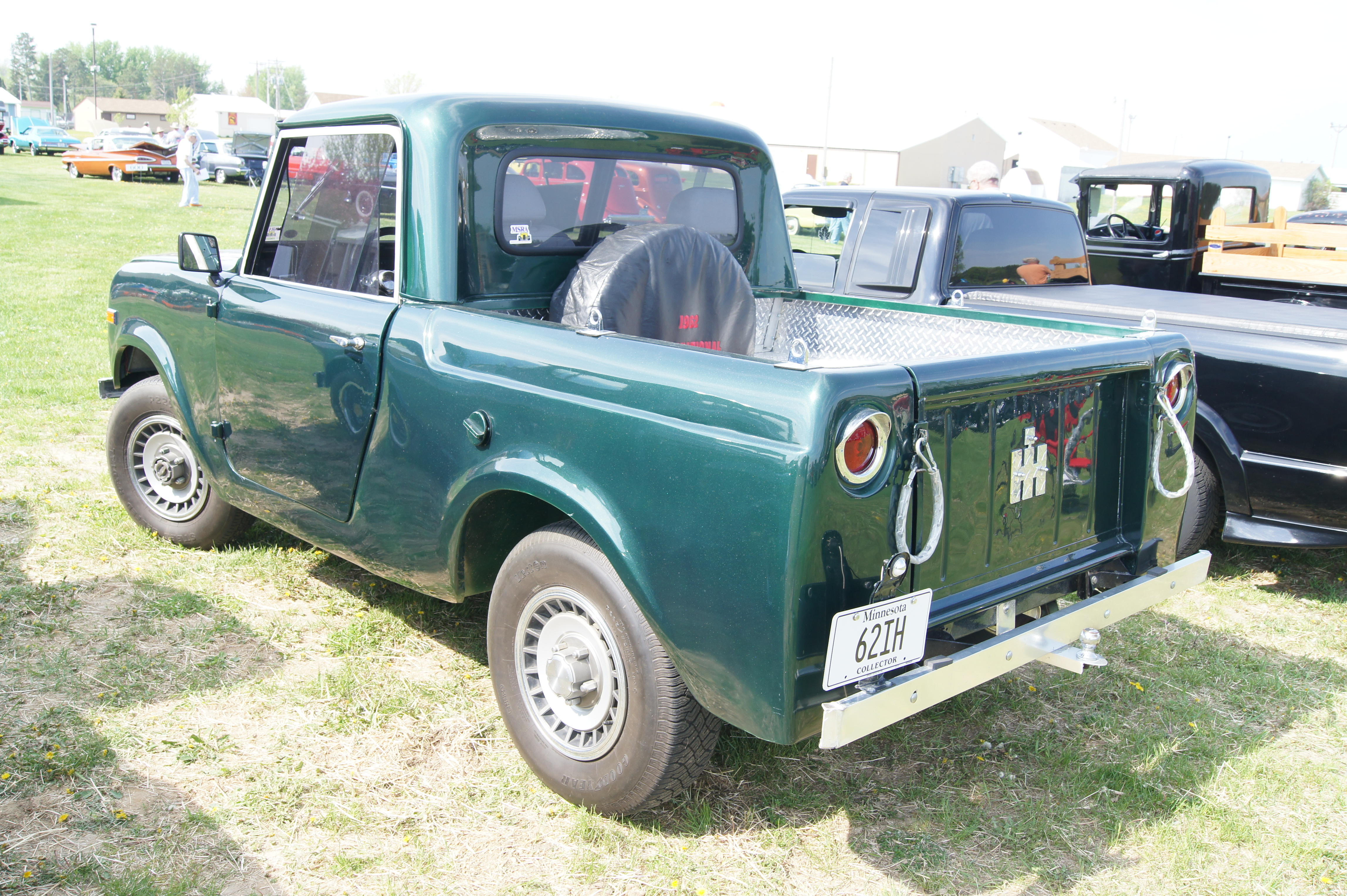
Scout 80 pick-up, achteraanzicht
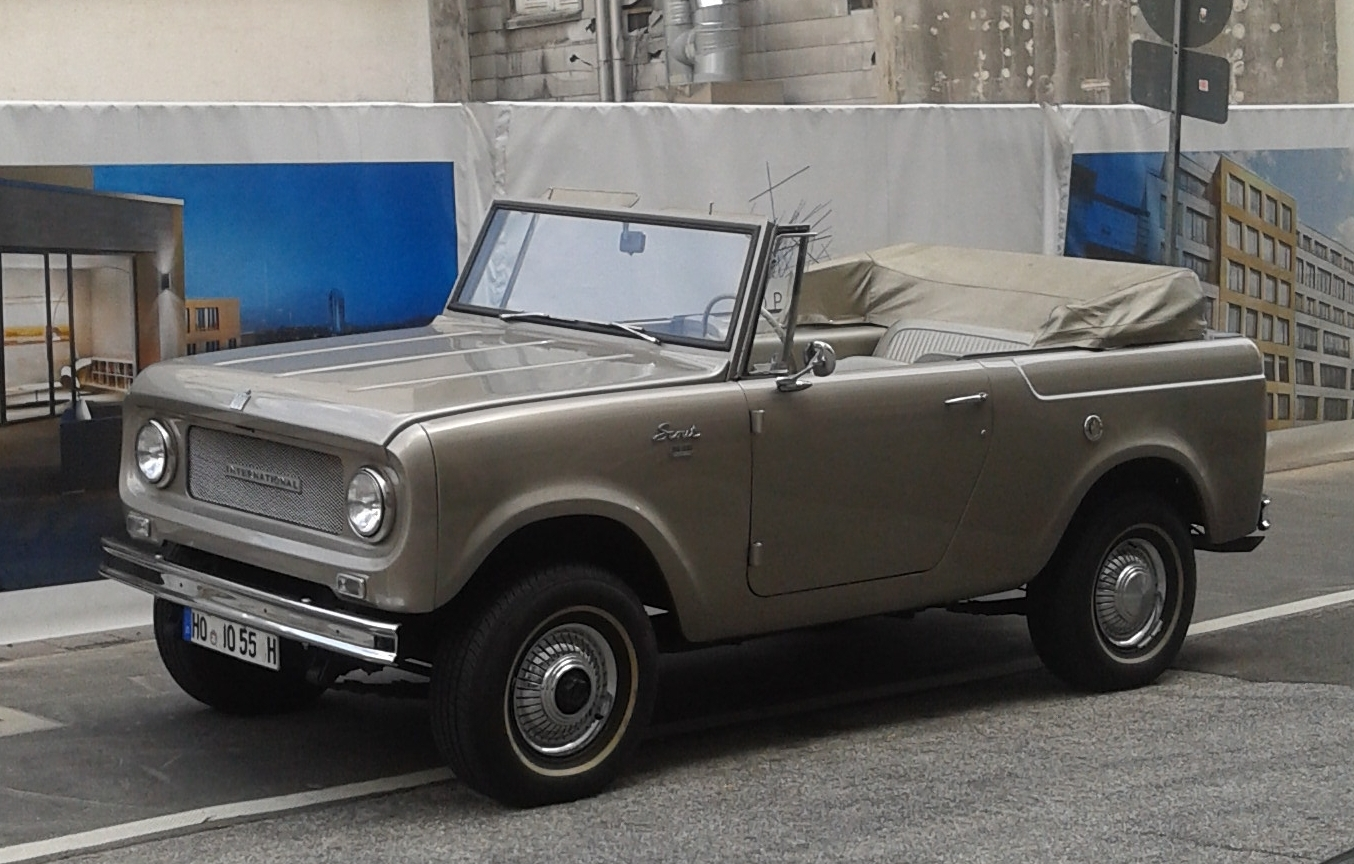
Scout 800 "sporttop"
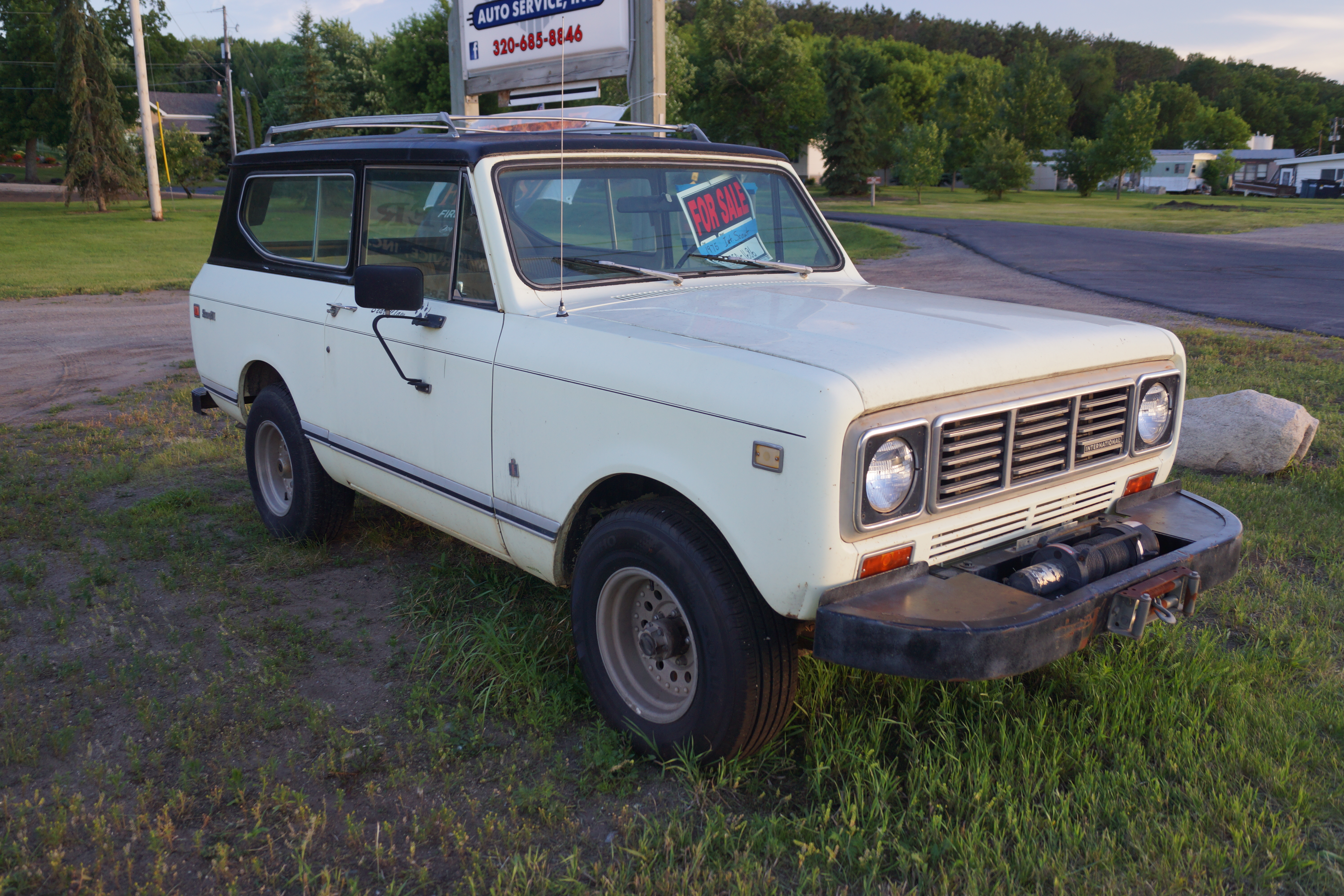
Scout II "traveltop"
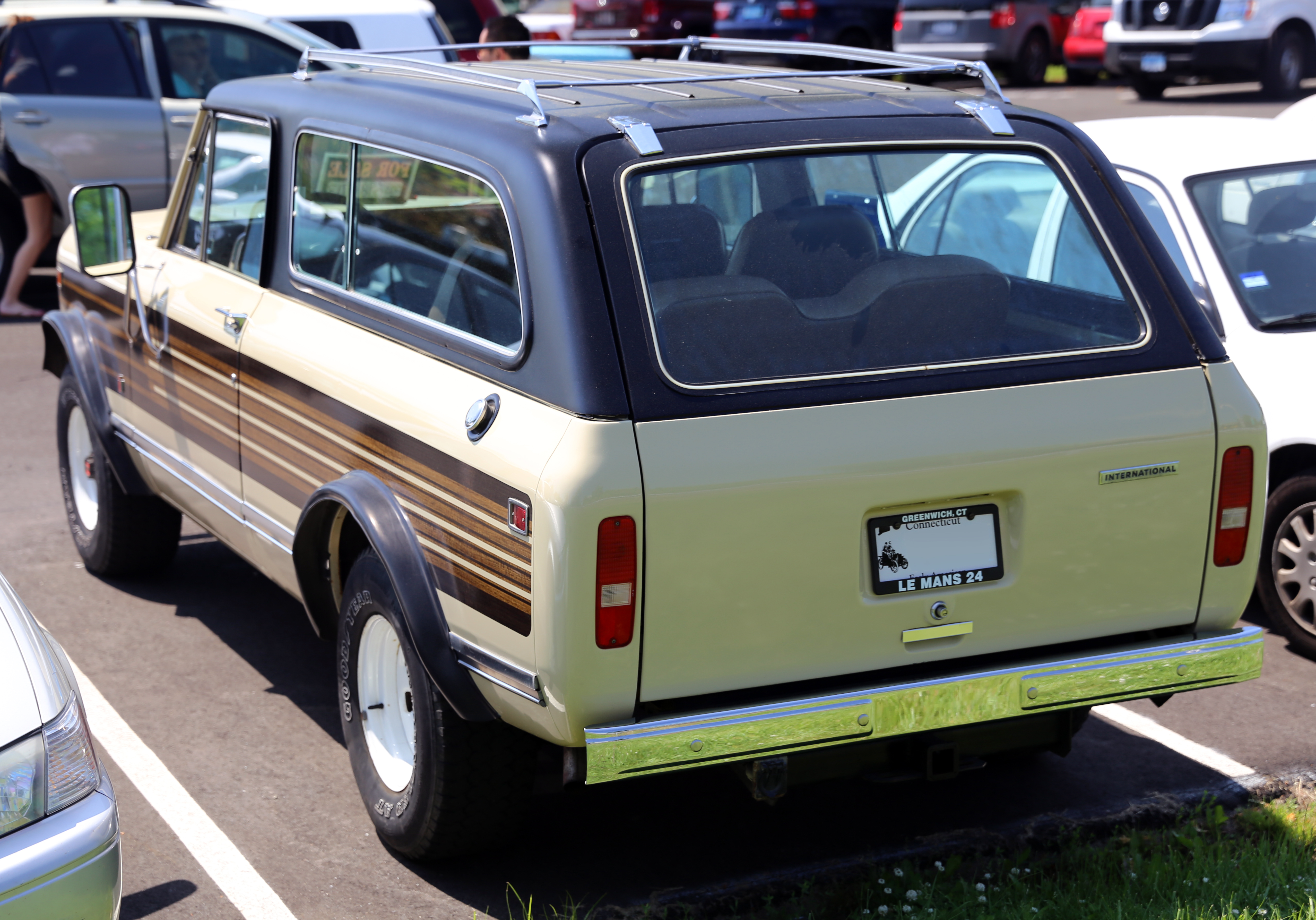
Scout II Traveler, achteraanzicht